# کارین ویلهلم
کارین ویلهلم (۱۹۴۷ تا کنون) که سابقه‌ای آلمانی-اتریشی دارد از جمله چهره‌های شاخص در عرصهٔ تاریخ معماری و هنر است.

## زندگی
ویلهلم مطالعاتش را در زمینهٔ تاریخ هنر، جامعه‌شناسی و فلسفه در شهرهای هایدلبرگ، مونیخ، برلین و ماربورگ آلمان به پایان رسانده‌است. او در سال ۱۹۷۱ تحصیل در مقطع کارشناسی ارشد را در دانشگاه مونیخ و نزد نوربرت هوزه در مونیخ به پایان برد. پس از آن از طرف دانشگاه آزاد برلین برای تحصیل در دورهٔ دکتری بورسیه شد اما نهایتاً در سال ۱۹۸۱ پایان‌نامهٔ دورهٔ دکتری خود را در دانشگاه ماربورگ و نزد هاینریش کلتس نوشت. موزهٔ معماری آلمان رسالهٔ دکتری او را با موضوع «والتر گروپیوس. معمار صنعت» به عنوان نخستین کتاب منتشر شده از سوی این مؤسسه در شهر فرانکفورت منتشر کرد.
موضوع کانونی پژوهش‌های ویلهلم معماری سدهٔ ۱۹ و ۲۰ است که در آن‌ها زیبایی‌شناسی و نظریه‌های فرهنگ مدرن جایگاه تعیین‌کننده‌ای دارد. او از سال ۱۹۷۰ در برپایی پروژه‌های نمایشگاهی بسیاری در شهرهای برلین، لندن، استکهلم، براون‌شویگ و دوسلدورف مشارکت داشته و سخنرانی‌های تخصصی بسیاری ارائه کرده‌است.
در سال ۱۹۹۱ به عنوان استاد مدعو به دانشگاه صنعتی گراتس اتریش دعوت شد و در آن‌جا نخستین استاد خانمی بود که در رشتهٔ معماری تدریس کرد. طی سال‌های ۲۰۰۰ تا ۲۰۰۱ نیز ریاست دانشکدهٔ معماری را در آن دانشگاه بر عهده داشت و در همان سال‌ها نیز در دانشگاه بن آلمان به عنوان استاد مهمان تدریس کرد. از سال ۲۰۰۱ کرسی تدریس تاریخ و تئوری معماری و شهر را در دانشگاه صنعتی براون‌شویگ به دست آورد و این مسئولیت را تا سال ۲۰۱۱ در رشتهٔ تخصصی معماری بر عهده داشت.
مهم‌ترین محورهای پژوهشی او تاریخ شهرسازی به عنوان نظریهٔ فرهنگ در سده‌های ۱۹ و ۲۰، تاریخ روحیه و منش جمهوری فدرال آلمان در حوزهٔ معماری و شهرسازی پس از ۱۹۴۵ و نیز تاریخ و نظریهٔ مدرن (باوهاوس و معماری و شهرسازی دوران پس از جنگ) است.
از فعالیت‌های علمی ویلهم در سال ۲۰۰۳ در نمایشگاهی با عنوان «مینروا کجاست؟» که هدف از آن معرفی چهره‌های شاخص زنان دانشمند بود، تقدیر شده‌است.

## آثار[۲][۳]
- مدینهٔ فاضلهٔ (اتوپیا) امروز؟ پایان مسئلهٔ انسانیت از منظر تاریخ (۱۹۹۳)
- هنر به منزلهٔ قیام و اعتراض؟ دربارهٔ قابلیت نه گفتن هنرها. (۱۹۹۶)
- قانون و آزادی. دربارهٔ معماری فریدریش ویلهلم کرمر ۱۹۰۷ تا ۱۹۹۰ (۲۰۰۷)
- روح زمان. تفکر معماری در عرصهٔ اعتراض- بازگشت به سابقه و تاریخ آن. (۲۰۱۳)
- اندیشه در معرض تهدید. یادداشت‌هایی دربارهٔ نظریهٔ انتقادی مکتب فرانکفورت. (۲۰۱۵)
- دانش هرروزه. رؤیای زندگی خوب. (۲۰۱۷)